# أدريان باور (ممثل)
أدريان باور (بالإنجليزية: Adrian Bower)‏ هو ممثل بريطاني، ولد في 20 أغسطس 1970 في تشستر في المملكة المتحدة.

## أعمال

### مسلسلات
- ذا لاست كينغدوم

## وصلات خارجية
- أدريان باور على موقع IMDb (الإنجليزية)
- أدريان باور على موقع قاعدة بيانات الفيلم (الإنجليزية)